# Фелось Антон Анатолійович
Антон Анатолійович Фелось (15 липня 1991, м. Кам'янське — 25 листопада 2023, поблизу селища Ямпіль, Донецька область, Україна) — український військовослужбовець Національнoї гвардії України, учасник російсько-української війни, музикант та охоронець на Середньодніпровській ГЕС.

## Життєпис
Антон Фелось народився 15 липня 1991 року в Кам'янському. Закінчив Дніпровський державний технічний університет за  фахом «Електронні пристрої та системи».
У грудні 2017 року влаштувався охоронцем на Середньодніпровську ГЕС.
У лютому 2022 року Антон зробив пропозицію своїй коханій. А у квітні вступив у лави Національної гвардії України.
Загинув 25 листопада в бою поблизу населеного пункту Ямпіль на Донеччині, про загибель бійця повідомив голова міста Кам'янське Андрій Білоусов. Захисник боронив Україну від окупантів у складі Національної гвардії. 
Панахида пройшла у Кам’янському 1 грудня, об 11:00, в Козацькій церкві Пресвятої Покрови (вулиця Слісаренка, 34). Місце поховання – Алея Героїв кладовища по вулиці Весняній. 

## Захоплення
Антон в юності був прихильником творчості Віктора Цоя, саме він є організатором та автором «Стіни Цоя», на той час ще у Дніпродзержинську, через що був достатньо відомим в колі прихильників Цоя.